# Atayalština
Atayalština je jazyk etnika Atayal, což je domorodý austronéský národ ostrova Tchaj-wan. V roce 2014 žilo na Tchaj-wanu okolo 86 000 příslušníků etnika Atayal, kolik z nich ale používá atayalštinu není známo. Atayalština se zapisuje latinkou.
Atayalština má dva hlavní dialekty: squliq a c’uli’ (psáno též ts’ole’). Mayrinax a pa’kuali’ jsou dva subdialekty c’uli’, které jsou unikátní tím, že ženy a muži používají jinou slovní zásobu.
Bible byla do atayalštiny poprvé přeložena v roce 2002. Autorem atayalsko-anglického slovníku je Søren Egerod, vydán byl v roce 1999.
Ilanská kreolizovaná japonština je jazyk, který vznikl díky kontaktu etniku Atalay s Japonci. Je to kreolský jazyk na bázi japonštiny, který byl ale silně ovlivněn atayalštinou (asi 30%). Ilanská kreolizovaná japonština se používá v okrese I-lan.

## Zařazení
Atayalština patří do jazykové rodiny austronéských jazyků, která má původ právě na Tchaj-wanu, jazyky z této rodiny se rozšířily ale také do jihovýchodní Asie, Oceánie nebo na Madagaskar. V rámci austronéských jazyků se řadí do podskupiny severních formosanských jazyků, v rámci kterých se řadí do malé podskupiny atayalických jazyků (kam se kromě atayalštiny řadí pouze jazyk seediq).

## Zápis
Atayalština se obvykle zapisuje latinkou, ve většině zápisů doplněnou o několik speciálních znaků. V zápisu atayalštiny se používají písmena Č, Š a Ž, vyslovují se přibližně stejně jako v češtině. Dále se používá také písmeno Ḳ, které se vyslovuje jako neznělá uvulární ploziva. Znak ' označuje ráz. Spřežka ng označuje velární nazálu.

## Fonologie
Atayalština obsahuje tyto samohlásky:
|                     | Přední samohlásky | Střední samohlásky | Zadní samohlásky |
| ------------------- | ----------------- | ------------------ | ---------------- |
| zavřené samohlásky  | i                 |                    | u                |
| střední samohlásky  | e                 | ə                  | o                |
| otevřené samohlásky |                   | a                  |                  |

A tyto souhlásky:
|                              | Bilabiální souhlásky | Alveolární souhlásky | Postalveolární souhlásky | Velární souhlásky | Uvulární souhlásky | Faryngální souhlásky | Glotální souhlásky |
| ---------------------------- | -------------------- | -------------------- | ------------------------ | ----------------- | ------------------ | -------------------- | ------------------ |
| Plozivní souhlásky           | p                    | t                    |                          | k                 | q                  |                      | ʔ                  |
| Afrikátní souhlásky          |                      | ts <c>               |                          |                   |                    |                      |                    |
| Frikativní souhlásky neznělé |                      | s                    |                          | x                 |                    | ħ <h>                |                    |
| Frikativní souhlásky znělé   | β                    |                      |                          | ɣ <g>             |                    |                      |                    |
| nazální souhlásky            | m                    | n                    |                          | ŋ                 |                    |                      |                    |
| Vibrantní souhlásky          |                      | r                    |                          |                   |                    |                      |                    |
| polosamohlásky               | w                    |                      | j <y>                    |                   |                    |                      |                    |

Většina zvuků které se v atayalštině vyskytují se používá i v ostatních domorodých jazycích Tchaj-wanu, ale velární frikativa [x] je typická pouze pro atayalické jazyky, nicméně se používá omezeně a nikdy se nevyskytuje na začátku slova.
Lingvista Shih uvádí, že subdialekt ci'uli zvaný pngawan Atayal postrádá zvuk šva (ə) a má navíc dvě fonemické rhotické souhlásky.

## Příklady

### Číslovky
| Atayalsky      | Česky |
| qutux          | jeden |
| sazing         | dva   |
| cyugal         | tři   |
| payat          | čtyři |
| zmagal         | pět   |
| mtzyu' / tzyu' | šest  |
| mpitu' / pitu' | sedm  |
| mspat / spat   | osm   |
| mqeru'/ qeru'  | devět |
| mopuw / mpuw   | deset |

## Ukázka
Ukázkový text v atayalštině:
- Smoya' saku' musa' pqwasan biru'. Musa' saku' mqbaq matas biru', mqbaq biru', mqwas qwas ru mzyugi'. Mqas saku krryax.[8]

Český překlad:
- Rád chodím do školy a učím se jak kreslit, číst, zpívat a tancovat. Každý den jsem velmi šťastný.